# توکانمای سینه‌پولکی

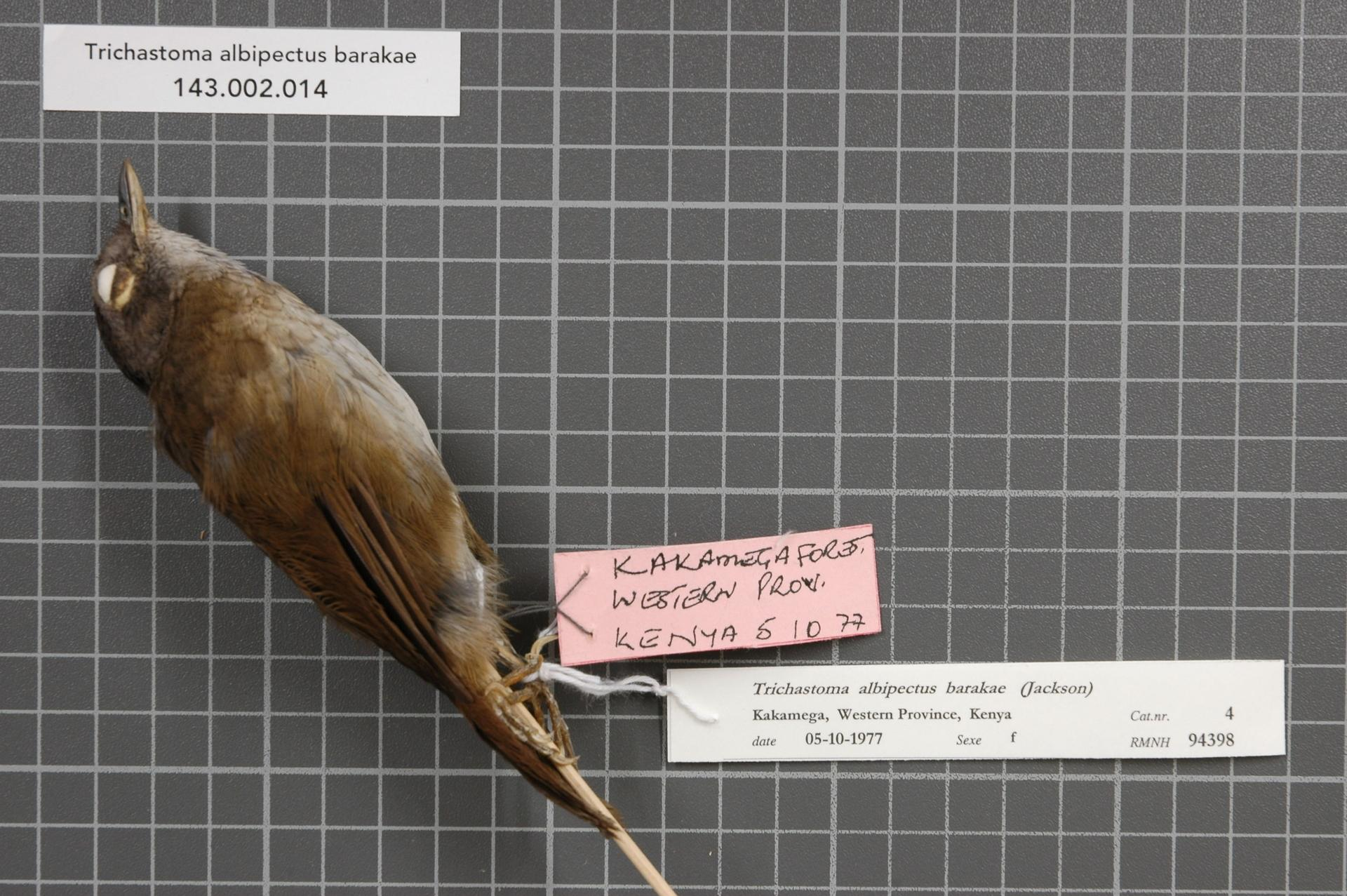
عکسی از پرنده تو کانال سینه پولکی

توکانمای سینه‌پولکی (نام علمی: Illadopsis albipectus) نام یک گونه از سرده توکانماها است.